# فرودگاه کایتایا
فرودگاه کایتایا (به انگلیسی: Kaitaia Airport) یک فرودگاه همگانی با کد یاتا KAT است که یک باند فرود آسفالت دارد و طول باند آن ۱۴۰۲ متر است. این فرودگاه در کشور نیوزلند قرار دارد و در ارتفاع ۸۲ متری از سطح دریا واقع شده است.

## شرکت‌های هواپیمایی و مقصدهای پروازی
| شرکت‌های هواپیمایی | مقصدهای پروازی |
| ----------------- | -------------- |
| بریر ایر          | اوکلند،        |

Kaitaia Airport previously received Beechcraft 1900D's, اجرا توسط Eagle Air on behalf of ایر نیوزیلند, twice daily Mon-Fri and daily Sat-Sun. This route was taken over by بریر ایر from ۲۸ آوریل ۲۰۱۵. Other airlines did also express interest in operating the route, including Tauranga-based سان‌ایر.